# Gouvernement Paul Painlevé (2)
 (août 2017).
Si vous disposez d'ouvrages ou d'articles de référence ou si vous connaissez des sites web de qualité traitant du thème abordé ici, merci de compléter l'article en donnant les références utiles à sa vérifiabilité et en les liant à la section « Notes et références ».
Troisième République
Gouvernement Édouard Herriot I Gouvernement Paul Painlevé III
Le deuxième gouvernement Paul Painlevé dure du 17 avril 1925 au 29 octobre 1925.

## Composition
| Portefeuille | Titulaire | Titulaire                                    | Parti |
| --- | --------- | -------------------------------------------- | ----- |
| Président du Conseil |           | Paul Painlevé                                | PRS   |
| Ministres |           |                                              |       |
| Ministre des Affaires étrangères |           | Aristide Briand                              | PRS   |
| Ministre de la Justice |           | Théodore Steeg (jusqu’au 11 octobre 1925)    | PRRRS |
| Ministre de la Justice |           | Anatole de Monzie                            | PRS   |
| Ministre de l’Intérieur |           | Abraham Schrameck                            | SE    |
| Ministre des Finances |           | Joseph Caillaux                              | PRRRS |
| Ministre de la Guerre |           | Paul Painlevé                                | PRS   |
| Ministre de la Marine |           | Émile Borel                                  | PRRRS |
| Ministre de l’Instruction publique et des Beaux-Arts |           | Anatole de Monzie (jusqu’au 11 octobre 1925) | PRS   |
| Ministre de l’Instruction publique et des Beaux-Arts |           | Yvon Delbos                                  | PRRRS |
| Ministre des Travaux publics |           | Pierre Laval                                 | DVG   |
| Ministre du Commerce et de l’Industrie |           | Charles Chaumet                              | PRRRS |
| Ministre de l’Agriculture |           | Jean Durand                                  | PRRRS |
| Ministre des Colonies |           | André Hesse                                  | PRRRS |
| Ministre du Travail, de l’Hygiène, de l’Assistance et de la Prévoyance sociale                                                                                             |           | Antoine Durafour                             | PRRRS |
| Ministre des Pensions |           | Louis Antériou                               | PRS   |
| Commissaires généraux |           |                                              |       |
| Commissaire général à la Guerre (Éducation physique) |           | Paul Bénazet (jusqu’au 11 octobre 1925)      | PRS   |
| Haut-Commissaire au Logement |           | Arthur Levasseur                             | PSF   |
| Haut-Commissaire à l’Aéronautique et aux Transports aériens |           | Laurent Eynac (jusqu’au 20 avril 1925)       | RI    |
| Sous-secrétaires d’État |           |                                              |       |
| Sous-secrétaire d’État à la Présidence du Conseil |           | Georges Bonnet                               | PRRRS |
| Sous-secrétaire d’État à la Guerre |           | Jean Ossola                                  | PRRRS |
| Sous-secrétaire d’État aux Régions libérées |           | Jammy Schmidt                                | PRRRS |
| Sous-secrétaire d’État à l'Enseignement technique (à partir du 11 octobre 1925) et Professionnel, Enseignements postscolaires, Éducation physique et Préparation militaire |           | Yvon Delbos (jusqu’au 11 octobre 1925)       | PRRRS |
| Sous-secrétaire d’État à l'Enseignement technique (à partir du 11 octobre 1925) et Professionnel, Enseignements postscolaires, Éducation physique et Préparation militaire |           | Paul Bénazet                                 | PRS   |
| Sous-secrétaire d’État à l’Aéronautique et aux Transports aériens |           | Laurent Eynac (à partir du 20 avril 1925)    | RI    |
| Sous-secrétaire d’État aux Ports, à la Marine marchande et aux Pêches |           | Charles Daniélou                             | RI    |